# Grumolo delle Abbadesse
Grumolo delle Abbadesse – miejscowość i gmina we Włoszech, w regionie Wenecja Euganejska, w prowincji Vicenza.
Według danych na rok 2004 gminę zamieszkiwało 3311 osób, 236,5 os./km².